# Edward Seaga
Edward Philip George Seaga (ur. 28 maja 1930 w Bostonie, zm. 28 maja 2019 w Miami) – jamajski polityk, premier kraju w latach 1980–1989 i przywódca Jamajskiej Partii Pracy.

## Życiorys
Urodził się w USA, w rodzinie jamajskiej o korzeniach szkockich i libańskich. W 1952 ukończył socjologię na Harvardzie. W latach 50. zrezygnował z obywatelstwa amerykańskiego i osiadł na Jamajce, gdzie zajmował się pracą naukową; badał ślady dawnych kultur afrykańskich na Jamajce, poświęcił tej problematyce kilka książek. Rozpoczął także aktywność polityczną w szeregach Jamajskiej Partii Pracy (Jamaica Labour Party – JLP). W 1959 po raz pierwszy zasiadł w parlamencie; w pierwszym rządzie niepodległej Jamajki został ministrem ds. rozwoju i opieki społecznej (1962). W 1967 przeszedł na stanowisko ministra finansów i planowania, przeprowadził reformy podatkowe oraz powołał nowe instytucje rządowe zajmujące się finansami. Od 1972 pracował w międzynarodowych instytucjach finansowych (MBOR, MFW).
W 1974 stanął na czele JLP. Jako lider partii reprezentował poglądy prawicowe, był rzecznikiem współpracy z USA. Podkreślał także niepodległość Jamajki jako szczególną wartość w kolejnych kampaniach; odniósł zdecydowane zwycięstwo w wyborach parlamentarnych w październiku 1980 i 1 listopada 1980 został zaprzysiężony na premiera, zastępując Michaela Manleya; we własnym gabinecie objął dodatkowo kierownictwo resortów finansów i planowania oraz energetyki, bogactw naturalnych i górnictwa. Jako szef rządu wprowadził w życie idee zbliżenia z USA, był jednym z pierwszych polityków przyjętych przez Ronalda Reagana po jego zwycięstwie w wyborach prezydenckich. Oskarżył Kubę o udzielanie azylu przestępcom jamajskim i pod tym pretekstem zerwał stosunki dyplomatyczne. Poparł amerykańską interwencję na Grenadzie jesienią 1983, czym naraził się opozycji; cieszył się jednak dużą popularnością, co wykorzystał rozpisując przedterminowe wybory parlamentarne (15 grudnia 1983), które JLP wygrała zdecydowanie wobec bojkotu opozycji.
Wkrótce jego popularność zaczęła słabnąć. Nie następował zapowiadany wzrost gospodarczy; oszczędnościowa polityka gospodarcza doprowadziła do protestów związków zawodowych, wreszcie zamieszek w 1987 i 1988. Brak oczekiwanej reakcji ze strony rządu po przejściu huraganu Gilbert we wrześniu 1988 ostatecznie zadecydował o porażce JLP w wyborach 9 lutego 1989. Władzę odzyskała Ludowa Partia Narodowa, a jej przywódca Manley ponownie objął funkcję premiera.
W kolejnych latach Seaga pozostawał liderem opozycji. Wycofał się z życia politycznego w styczniu 2005, kończąc tym samym symbolicznie erę polityków, aktywnych jeszcze przed uzyskaniem przez Jamajkę niepodległości.